# Pillichsdorf
Pillichsdorf est une commune autrichienne du district de Mistelbach en Basse-Autriche.

## Histoire
L'empereur d'Autriche François Ier, qui avait son quartier général dans la ville voisine de Wolkersdorf de mai à juillet 1809, observa depuis une colline de Pillichsdorf, le Kalvarienberg, le déroulement de la bataille de Wagram les 5 et 6 juillet 1809 entre l'empereur Napoléon et son frère, l'archiduc Charles-Louis d'Autriche-Teschen.

## Politique
Lors des élections municipales du 26 janvier, 1 003 personnes avaient le droit de voter et 818, soit 81,56 %, ont voté. Parmi les suffrages valides exprimés, le groupe électoral du maire Florian Faber-lebendiges Pillichsdorf (ÖVP) a obtenu 492 voix, 62,28 % et 12 mandats. Le Pillichsdorf-SPÖ et les indépendants a obtenu 219 voix, 27,72 % et 5 mandats. 79 électeurs ont voté pour les Verts. Avec 10,00 % des suffrages valablement exprimés, ils ont obtenu 2 mandats,.